# Paul Nadar

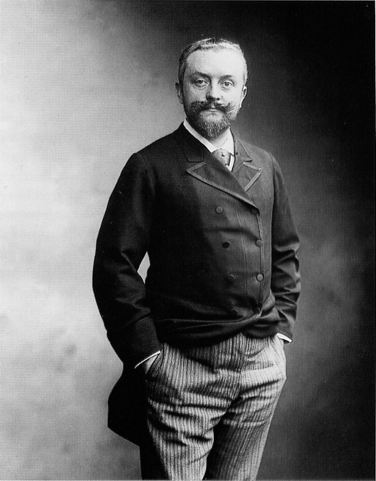
Paul Nadar

Paul Nadar, bürgerlich Paul Tournachon, (* 8. Februar 1856 in Paris; † 1. September 1939 ebenda) war ein französischer Fotograf und Sohn des Fotografen Nadar. Er wurde bekannt als Gesellschaftsfotograf der Belle Époque in Paris.

## Leben
Paul Nadar wurde 1856 als einziger Sohn von Félix Tournachon (besser bekannt als Nadar) und dessen Ehefrau Ernestine geboren. Von 1880 bis 1885 und ab 1895 übernahm er das Studio seines Vaters. Er pflegte einen konventionelleren Stil, was 1885 zu einer Entfremdung zwischen Vater und Sohn führte. Paul Nadar konzentrierte sich auf das bürgerliche und aristokratische Publikum der Belle Époque und versuchte dessen Geschmack zu treffen.
1890 unternahm er eine Reise entlang der alten Seidenstraße, die ihn bis Turkestan führte. Nachdem er 1893 als Agent von Eastman Kodak ein Fotogeschäft eröffnet hatte, heiratete er 1894 Marie Degrandi, eine Schauspielerin an der Pariser Opéra-Comique.
Paul Nadar erhielt von seinem Vater die Erlaubnis, den Namen Atelier Nadar weiter zu verwenden. Sein Nachlass  wurde 1950 zusammen mit dem seines Vaters an den französischen Staat verkauft, etwa 60.000 Negative gingen an die Caisse Nationale des Monuments Historiques et des Sites (heute Centre des monuments nationaux), Abzüge und weitere Dokumente befinden sich in der Bibliothèque nationale de France.

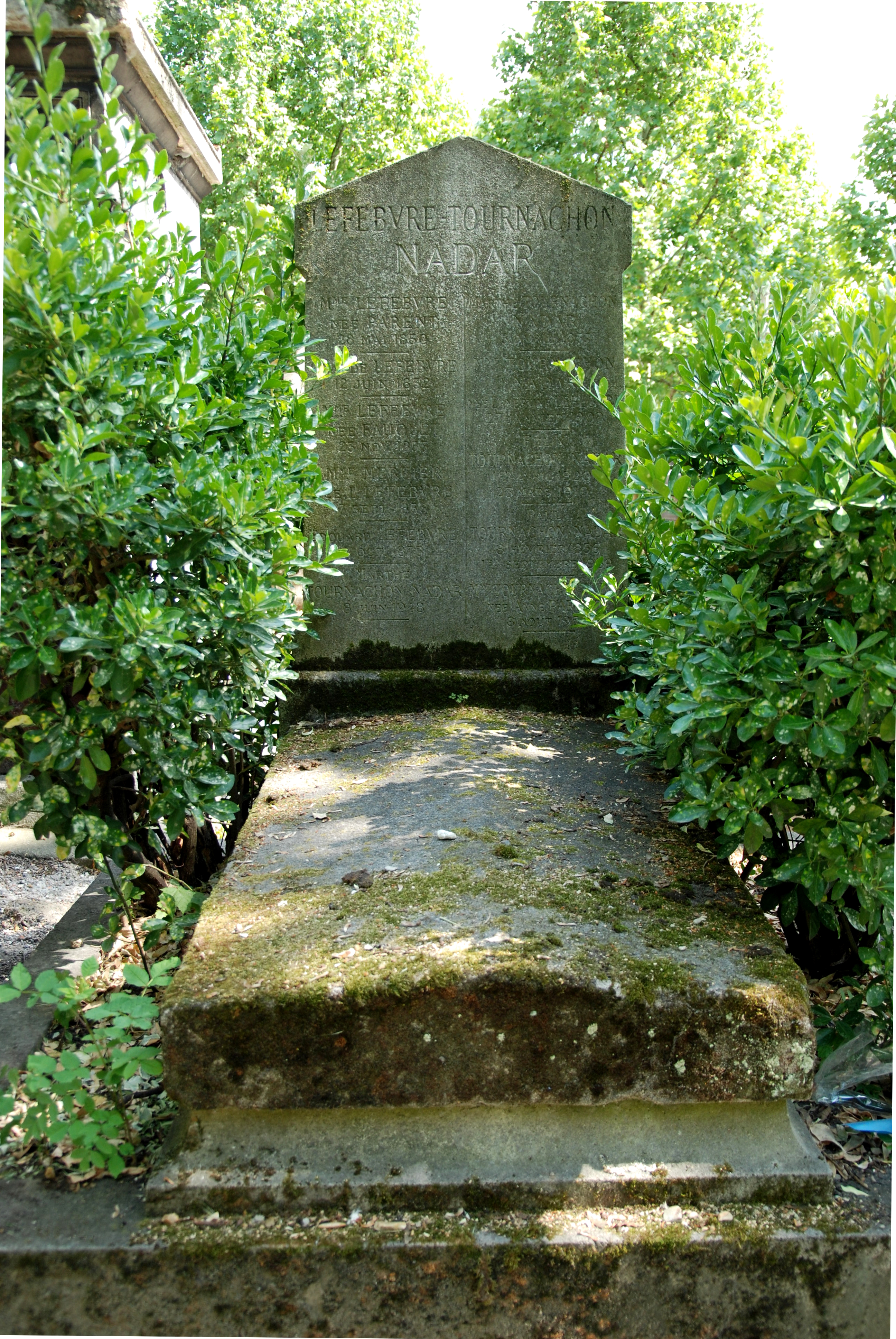
Familiengrab Nadar, Cimetière du Père-Lachaise, Paris

Die Grabstätte von Paul Nadar befindet sich auf dem Friedhof Père-Lachaise in Paris.

## Fotografien
Paul Nadars Publikum stammte aus den Gesellschaftsschichten, in denen auch Marcel Proust verkehrte, bevor er sich zum Schreiben der Recherche zurückzog. Viele der Figuren in Prousts Werk waren für die Zeitgenossen eindeutig zu erkennen, andere trugen Merkmale mehrerer Personen. Es ist bekannt, dass Proust Fotografien seiner Freunde und Bekannten sammelte und sie beim Schreiben verwendete, um sich Details in Erinnerung zu rufen.

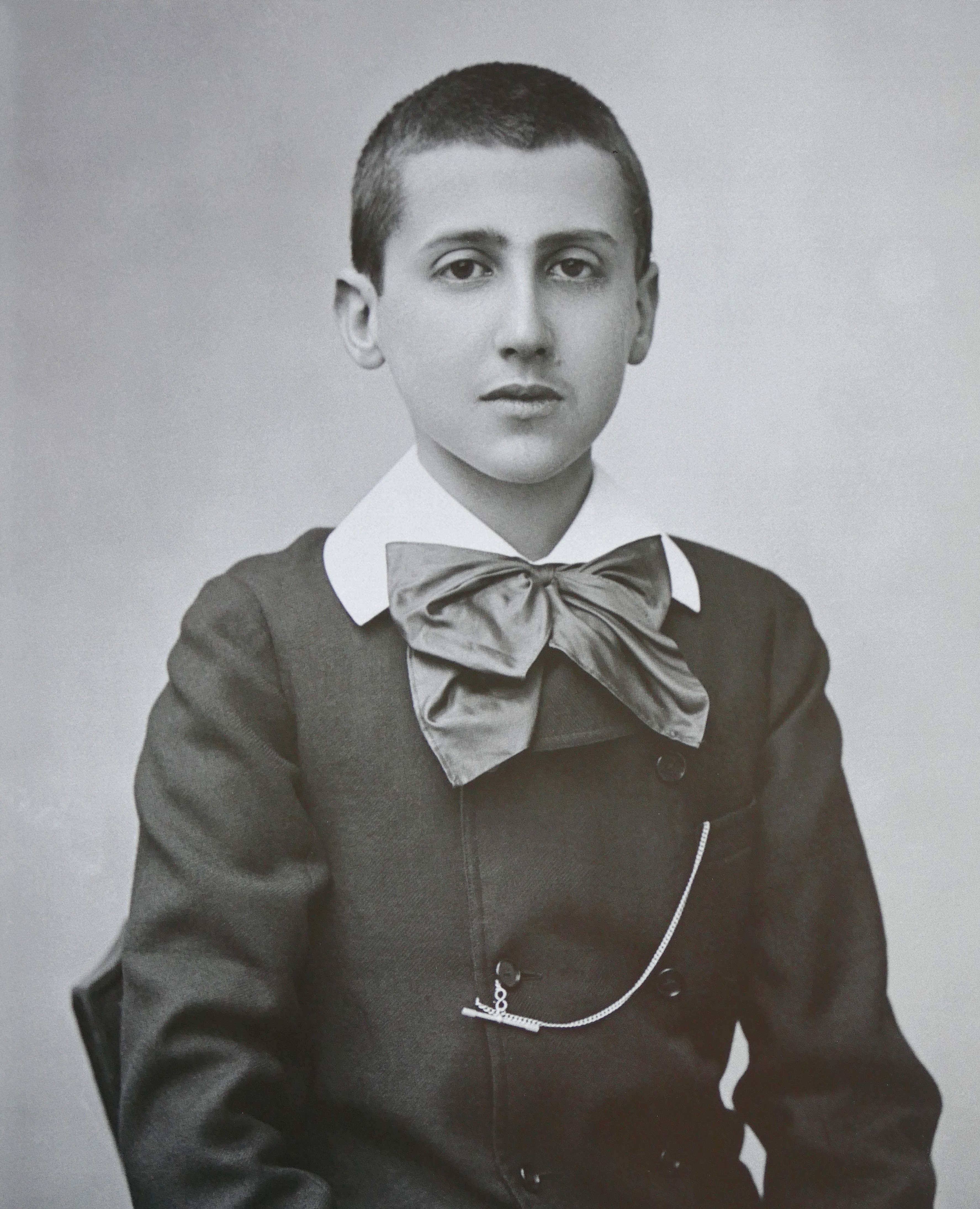
Marcel Proust (1887)
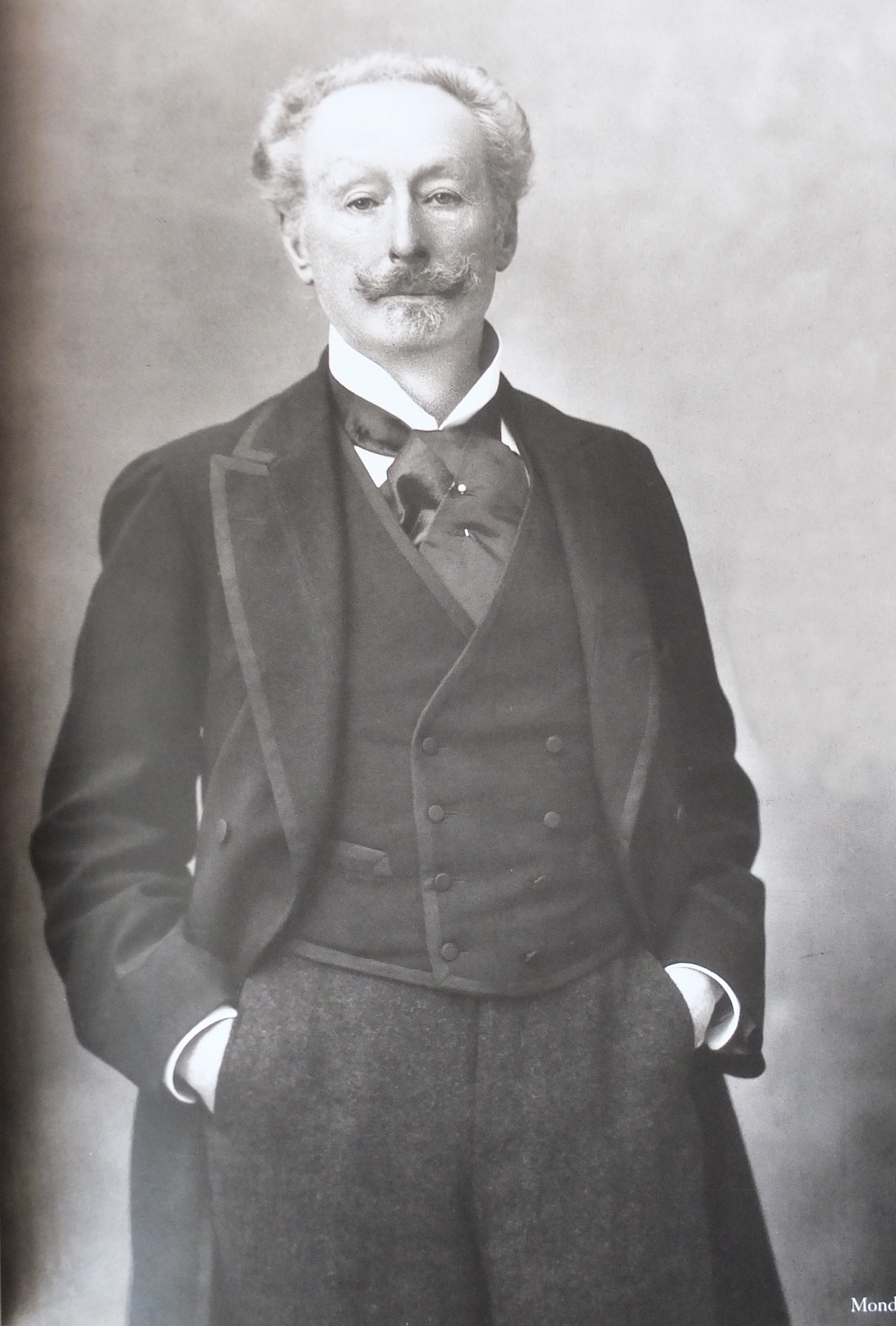
Charles Haas (Swann)
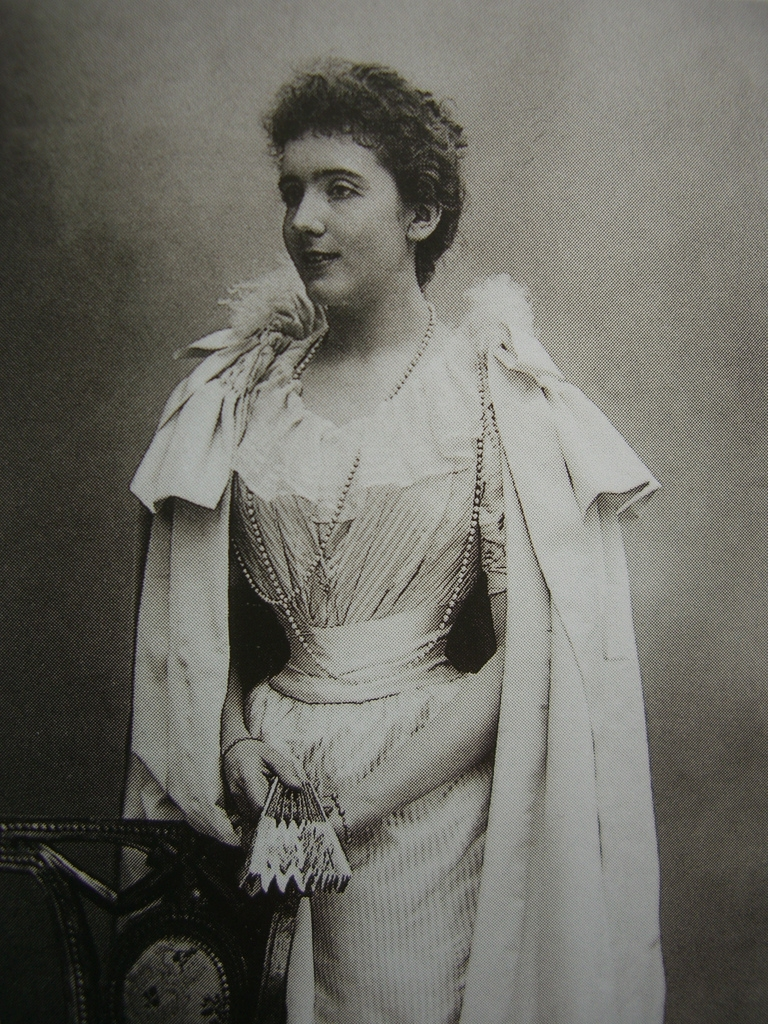
Marie de Benardaky (Gilberte)
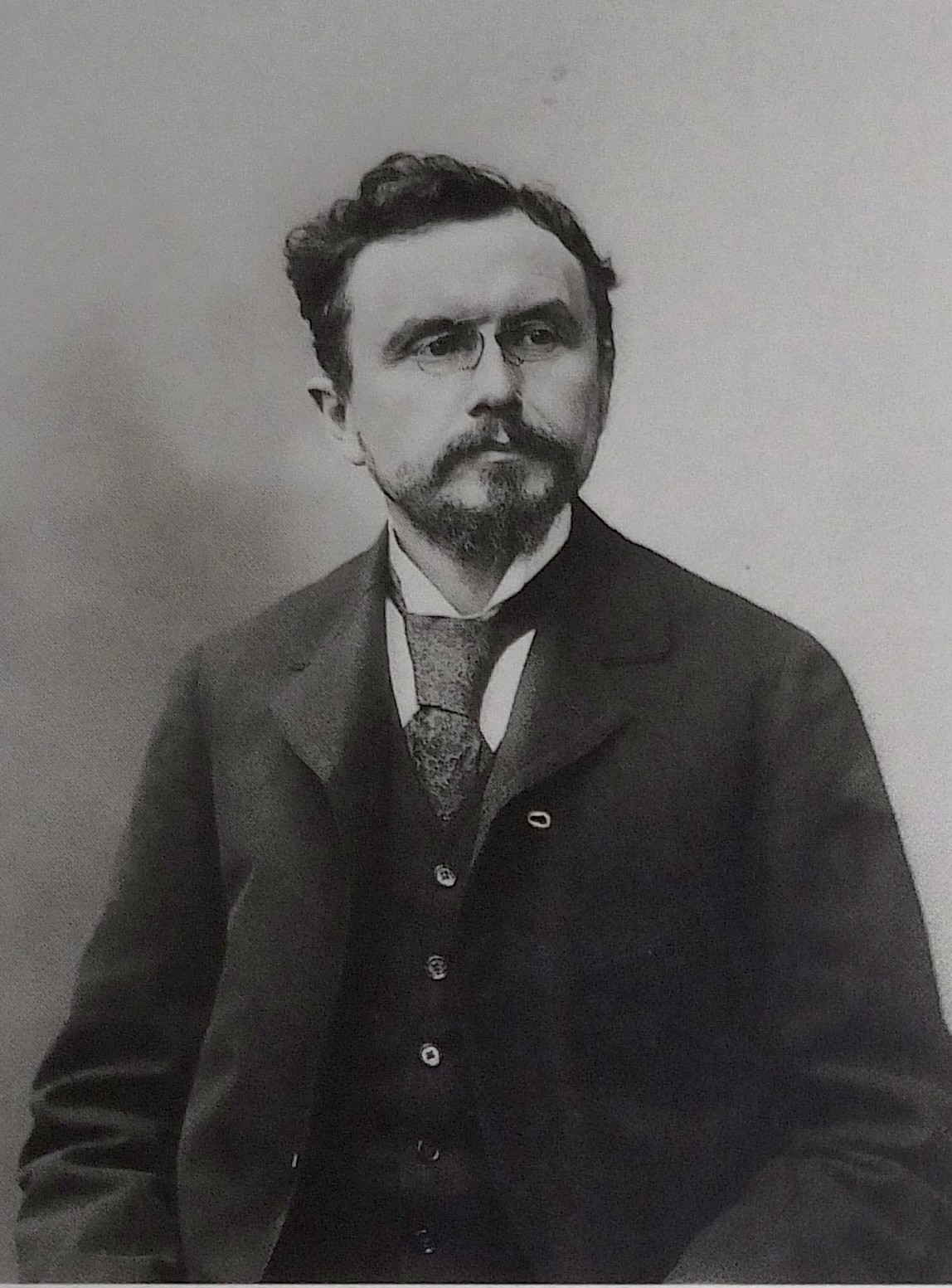
Gabriel Hanotaux (Norpois)
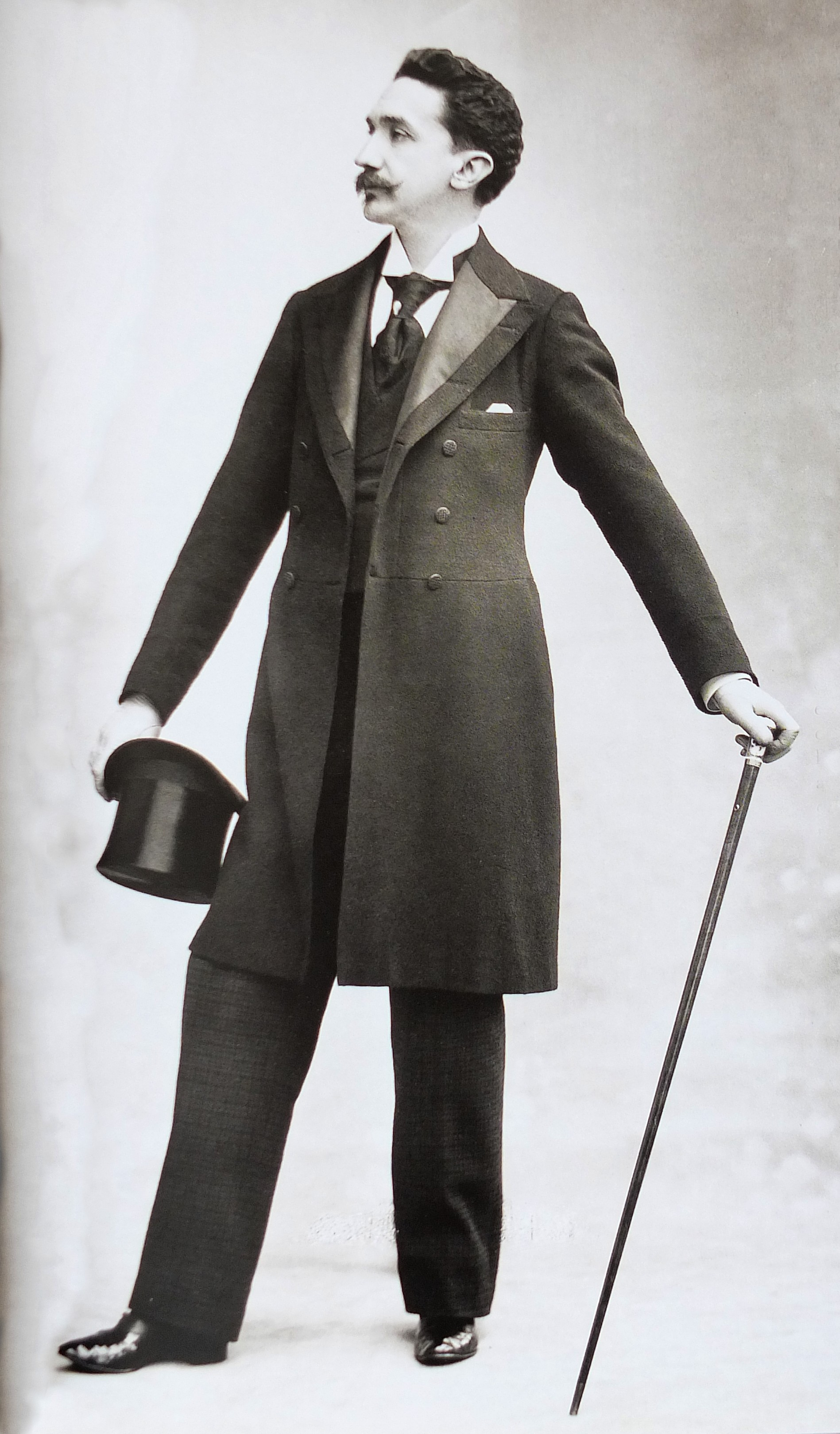
Robert de Monttesquiou (Charlus)
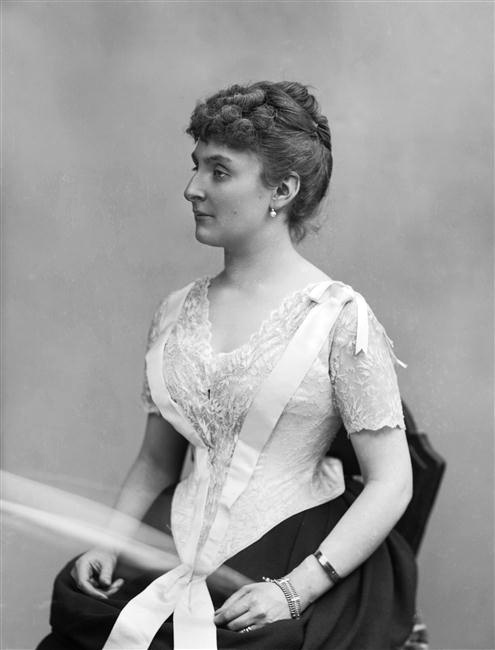
Gräfin Laure de Chevigné (Herzogin von Guermantes)
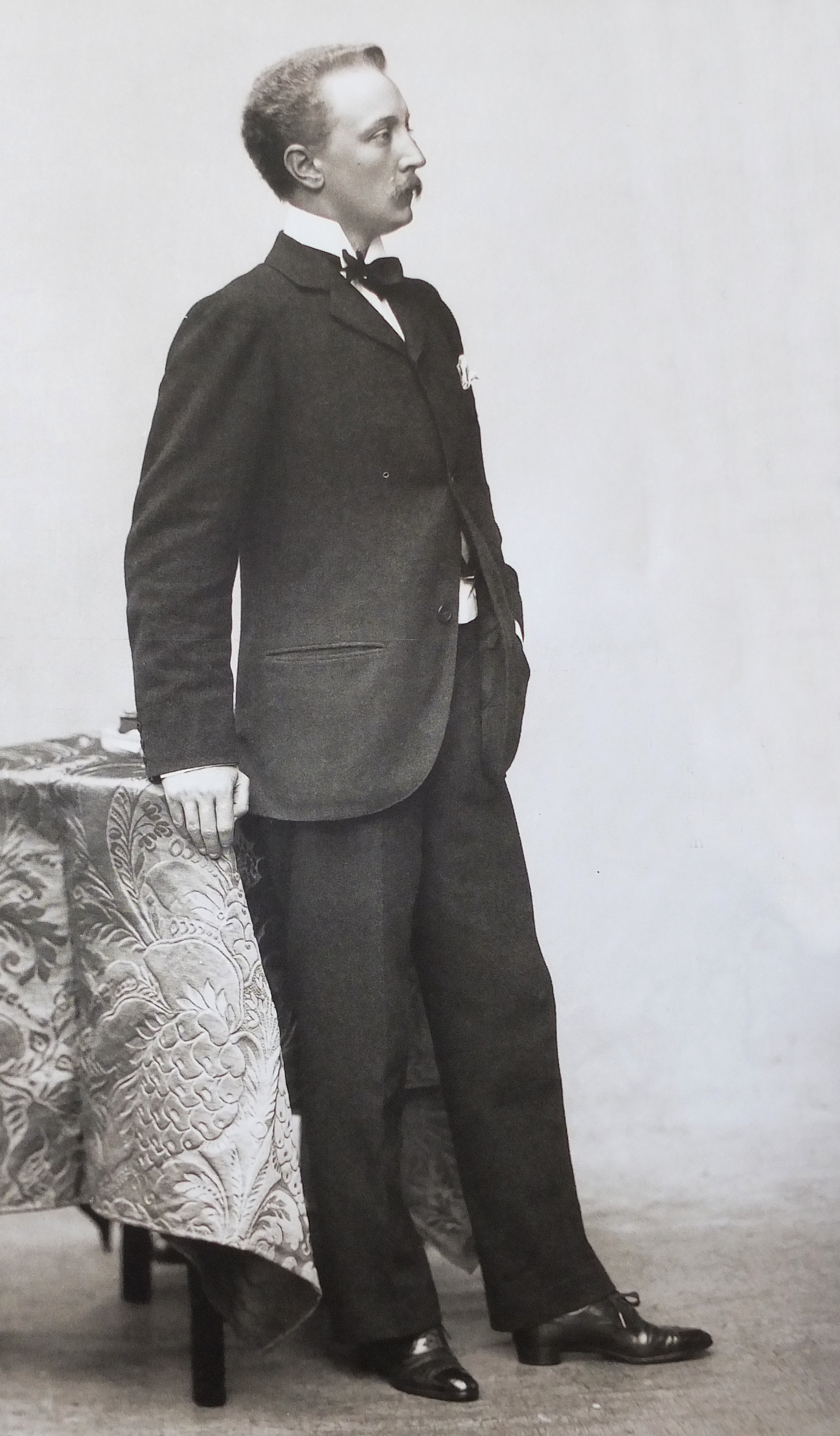
Boniface de Castellane (Saint-Loup)
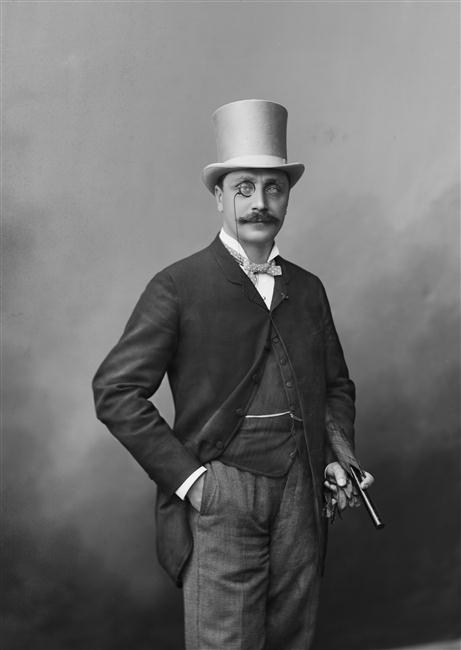
Louis de Turenne (Bréauté)
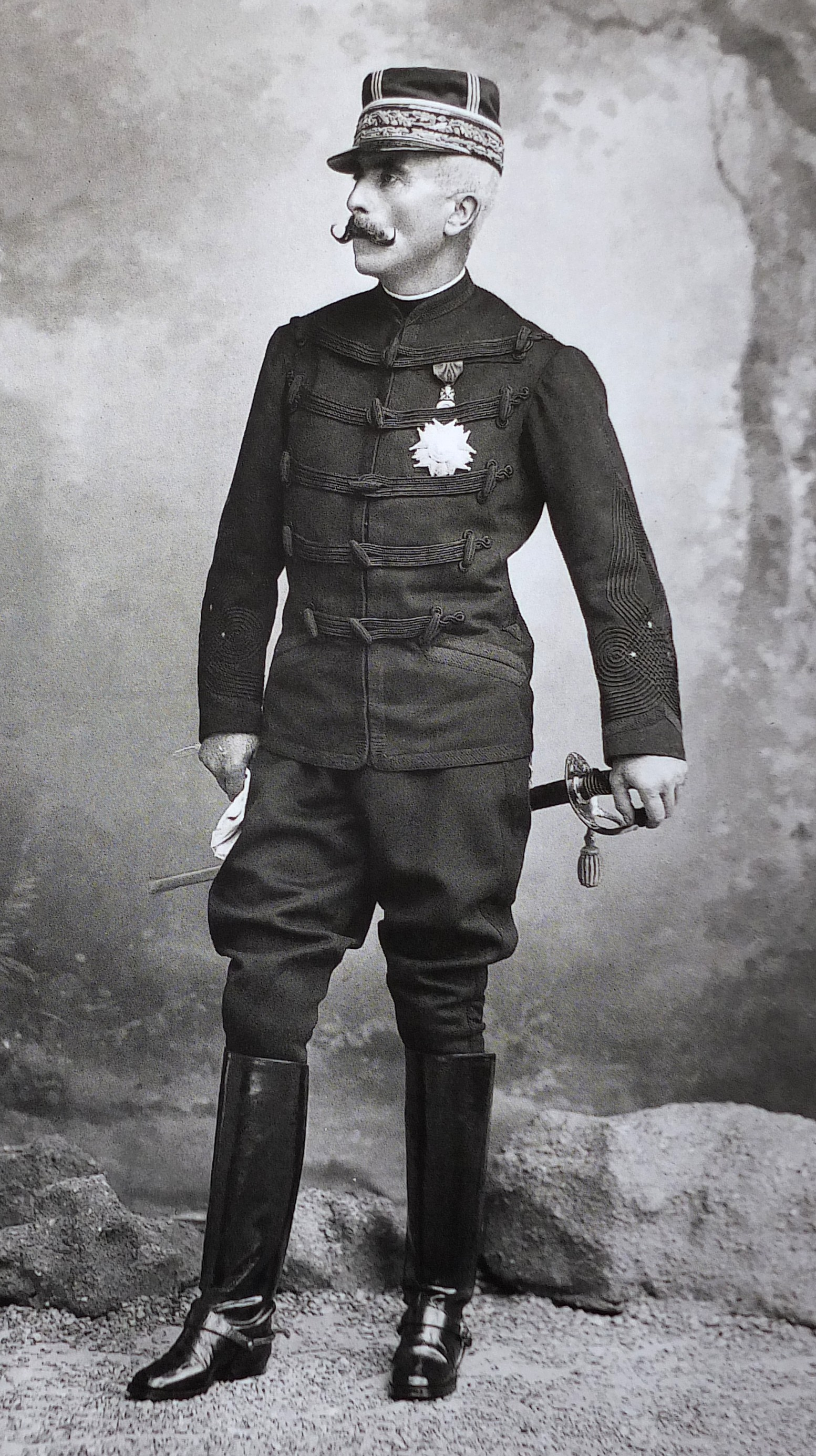
Gaston de Galliffet (General de Froberville)
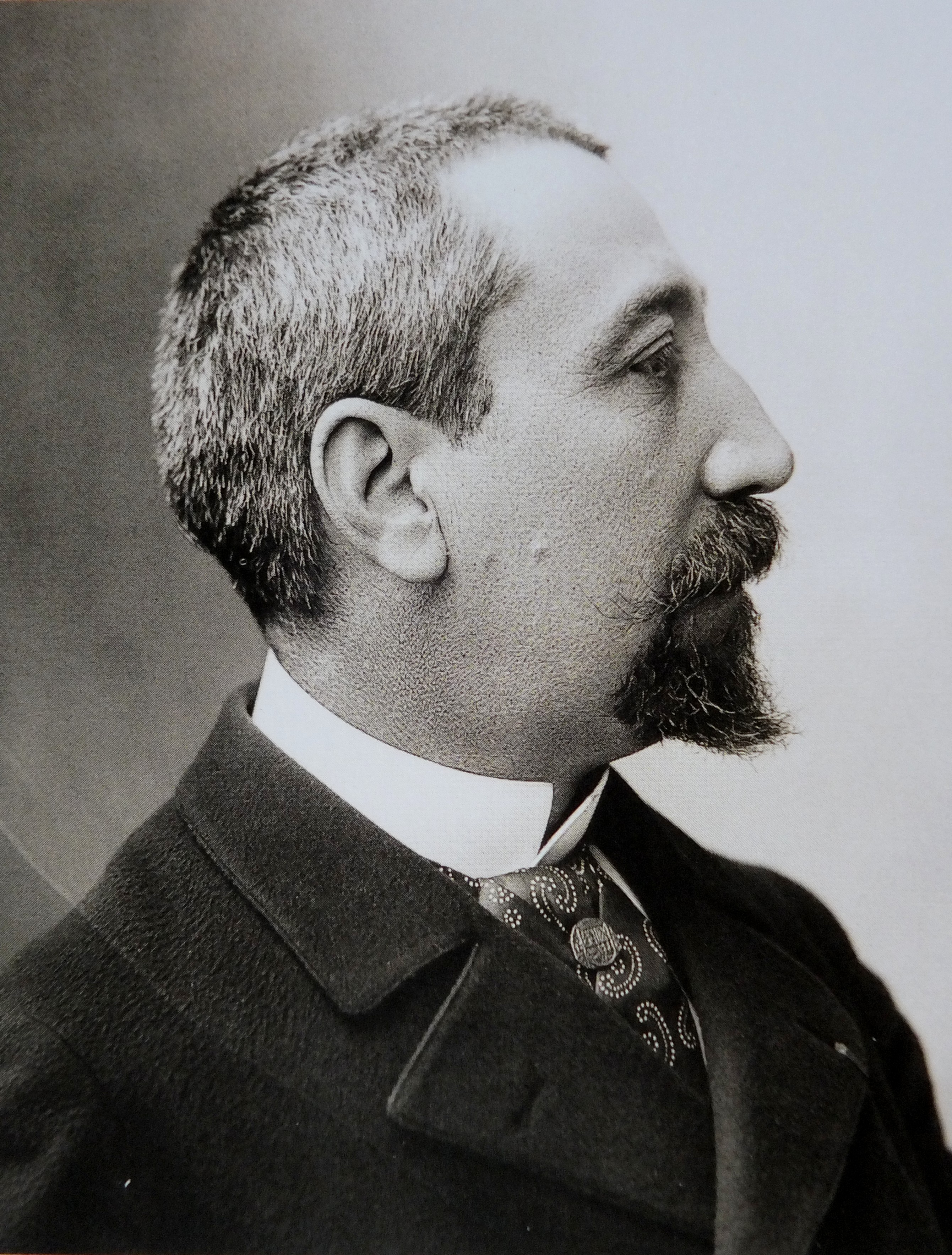
Anatole France (Bergotte)
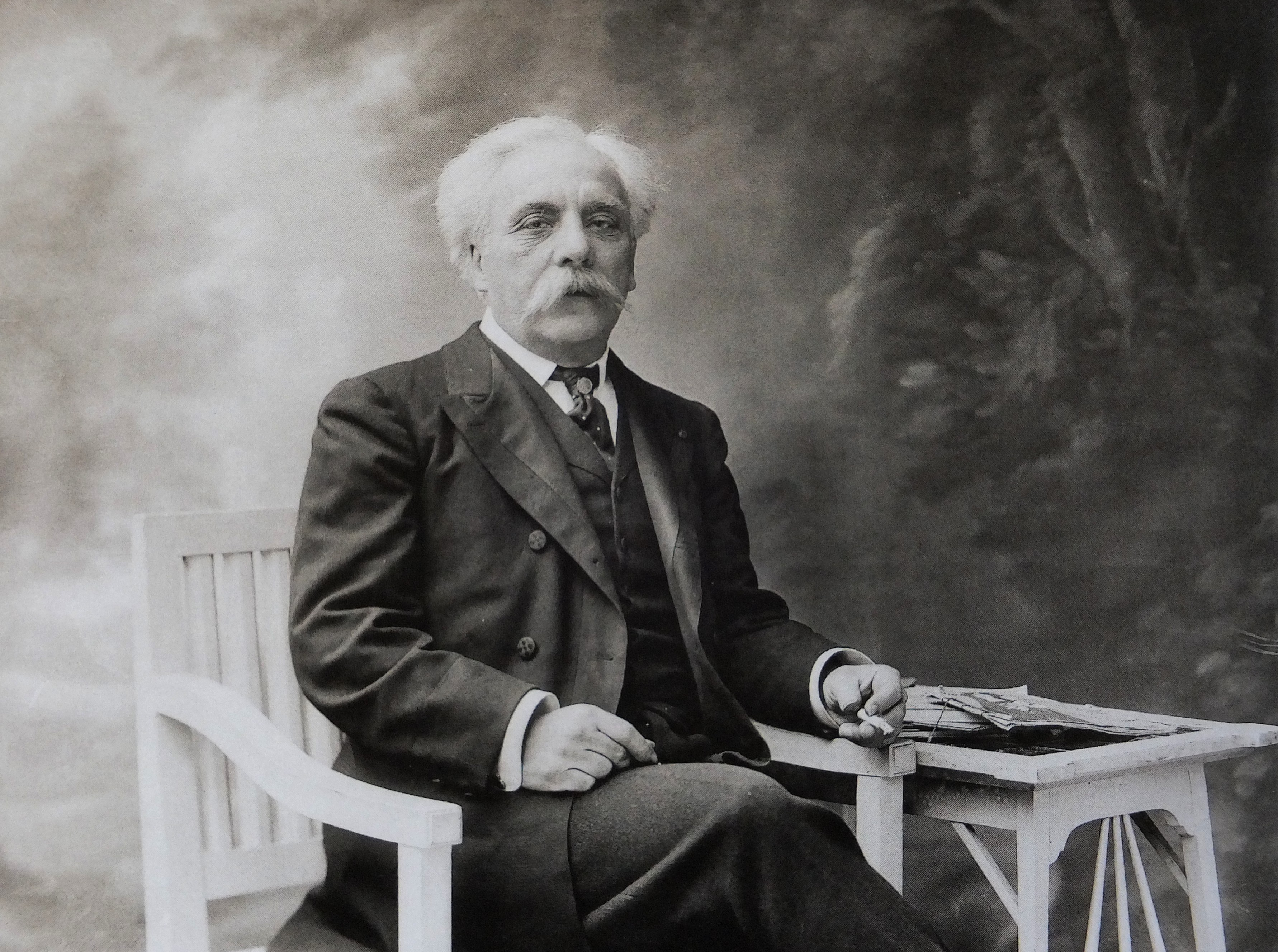
Gabriel Fauré (Vinteuil)
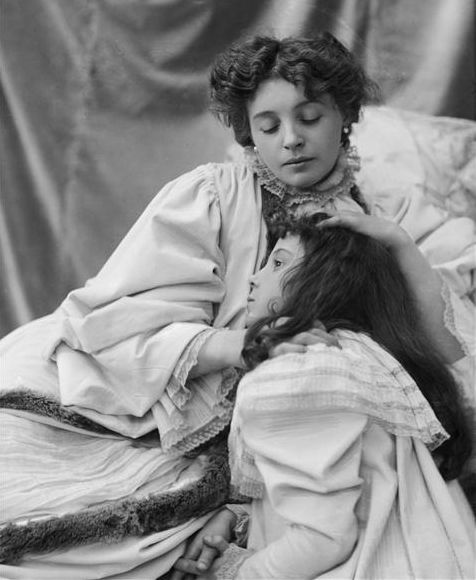
Réjane (Berma)
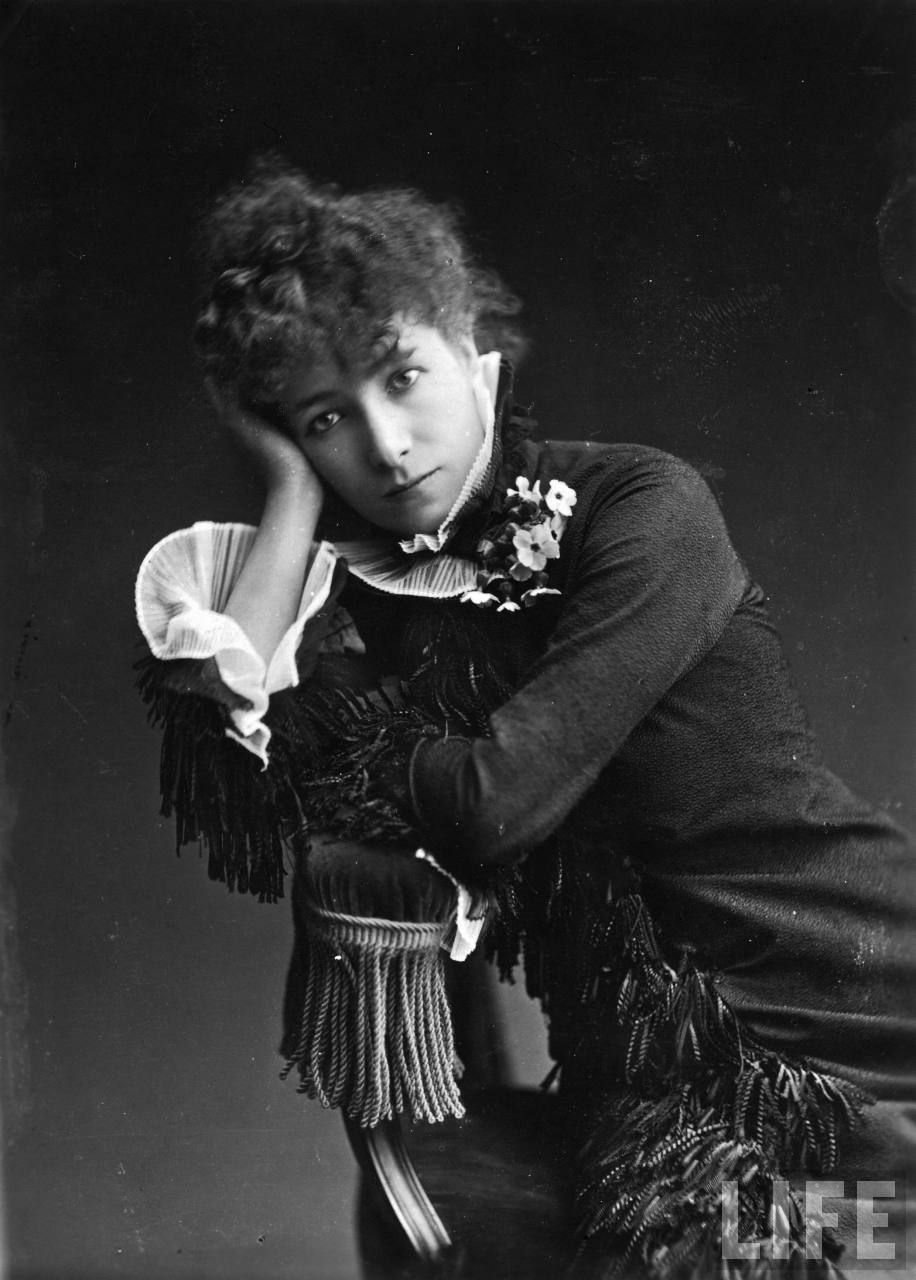
Sarah Bernhardt (Berma)